# Gétigné
Gétigné (ook Gétigné-Clisson) is een gemeente in het Franse departement Loire-Atlantique in de regio Pays de la Loire. De plaats maakt deel uit van het arrondissement Nantes. Gétigné telde op 1 januari 2022 3.794 inwoners.
In de gemeente, langs de oever van de Sèvre nantaise, ligt het 13 hectare-grote park Domaine de La Garenne Lemot, met een grote villa, verschillende follies en een panoramisch terras.

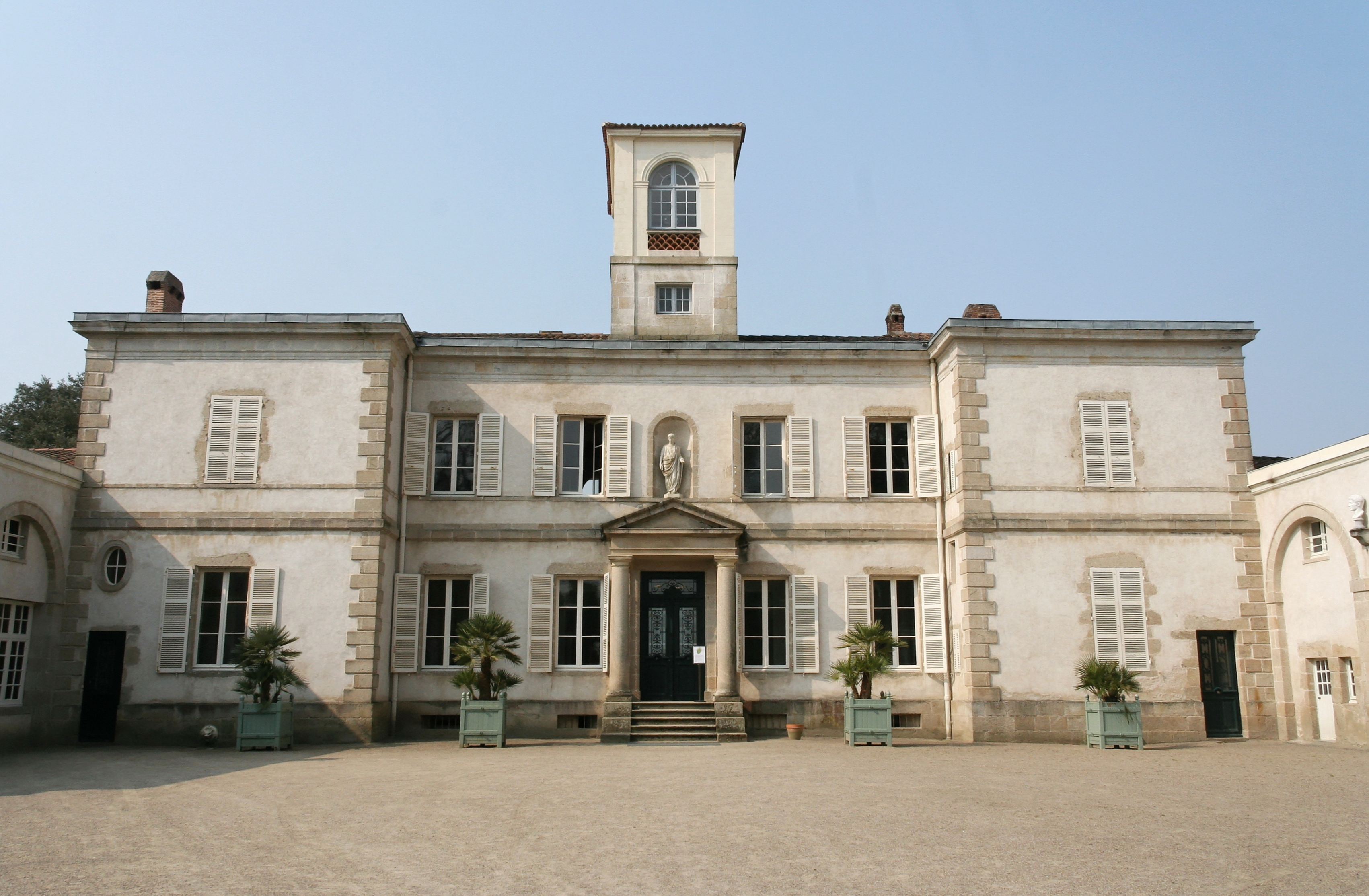
Villa in het park
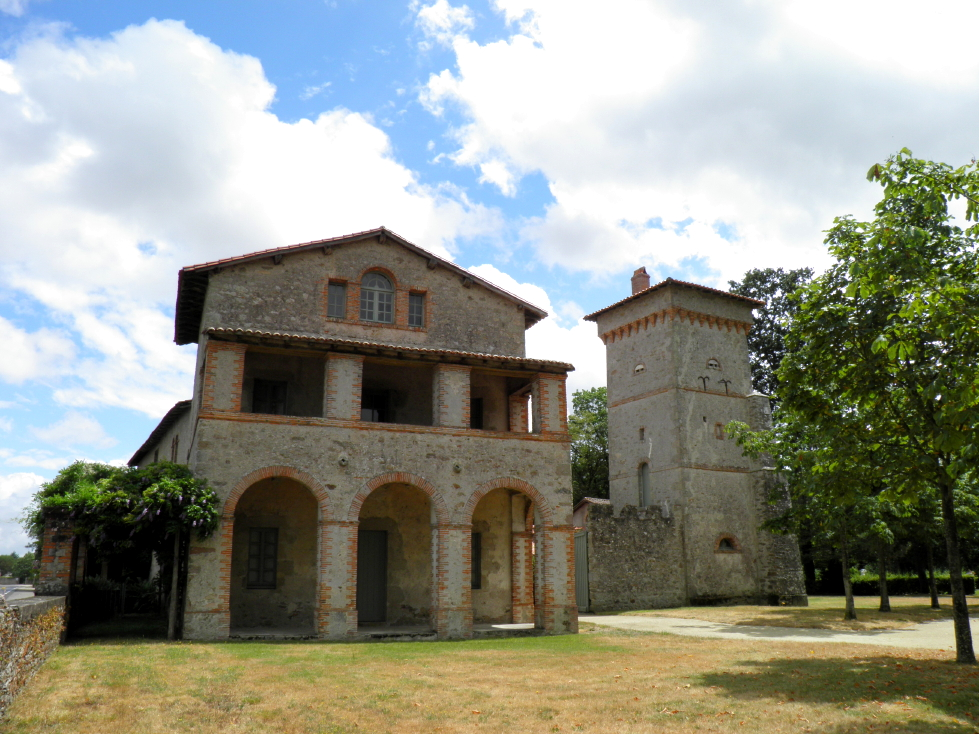
Maison du jardinier
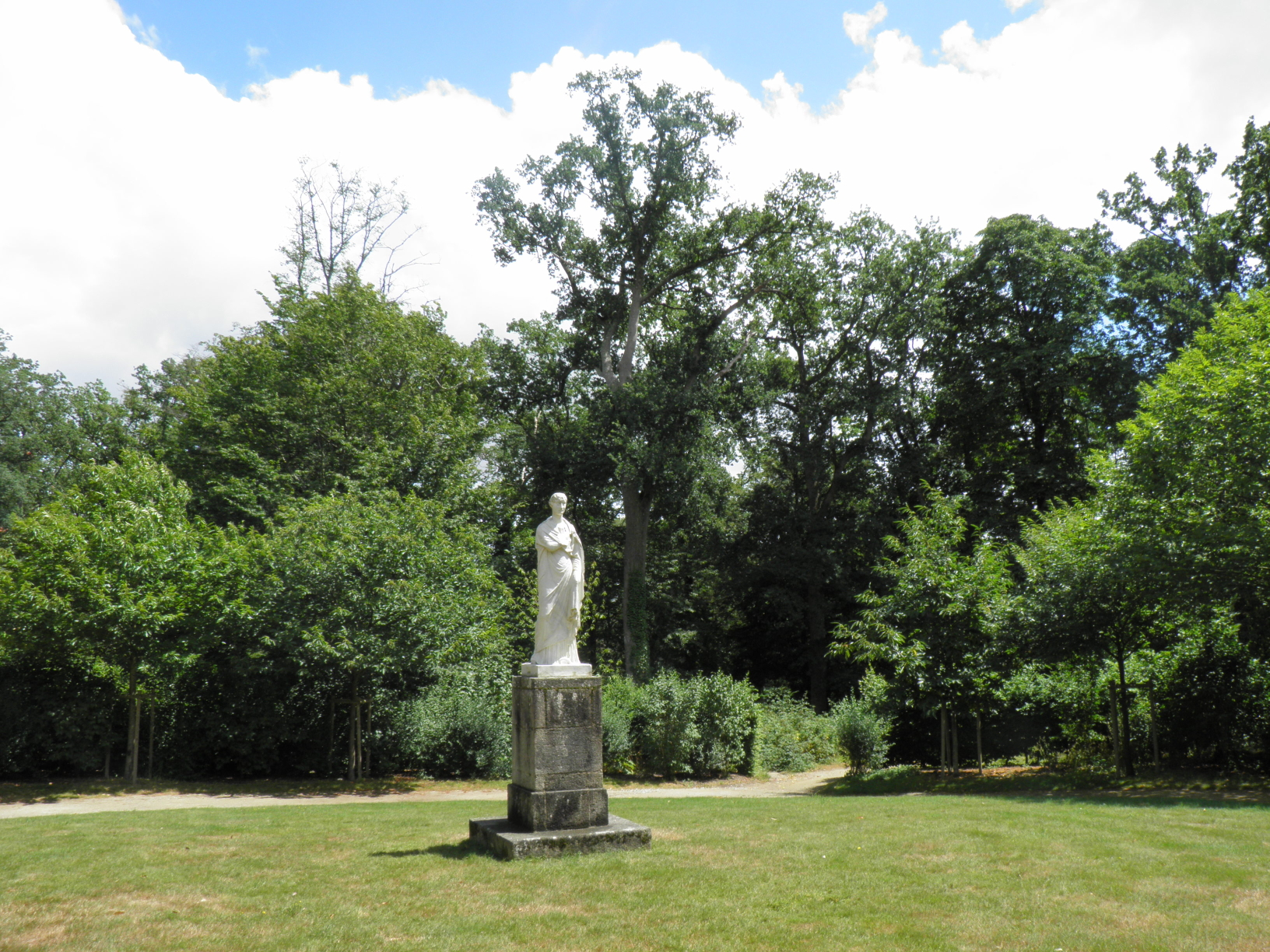
Standbeeld van Faustina
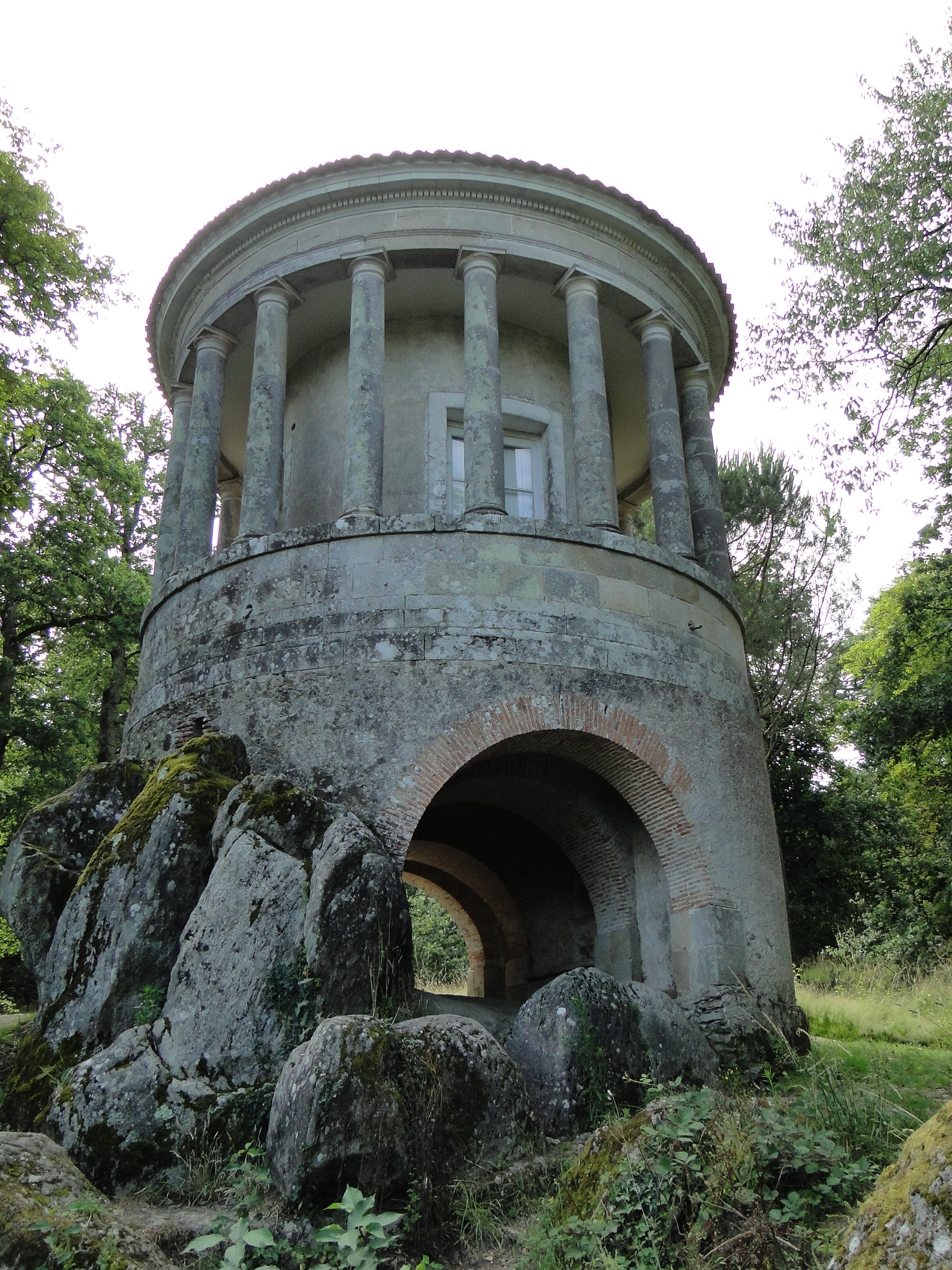
Tempel als folly
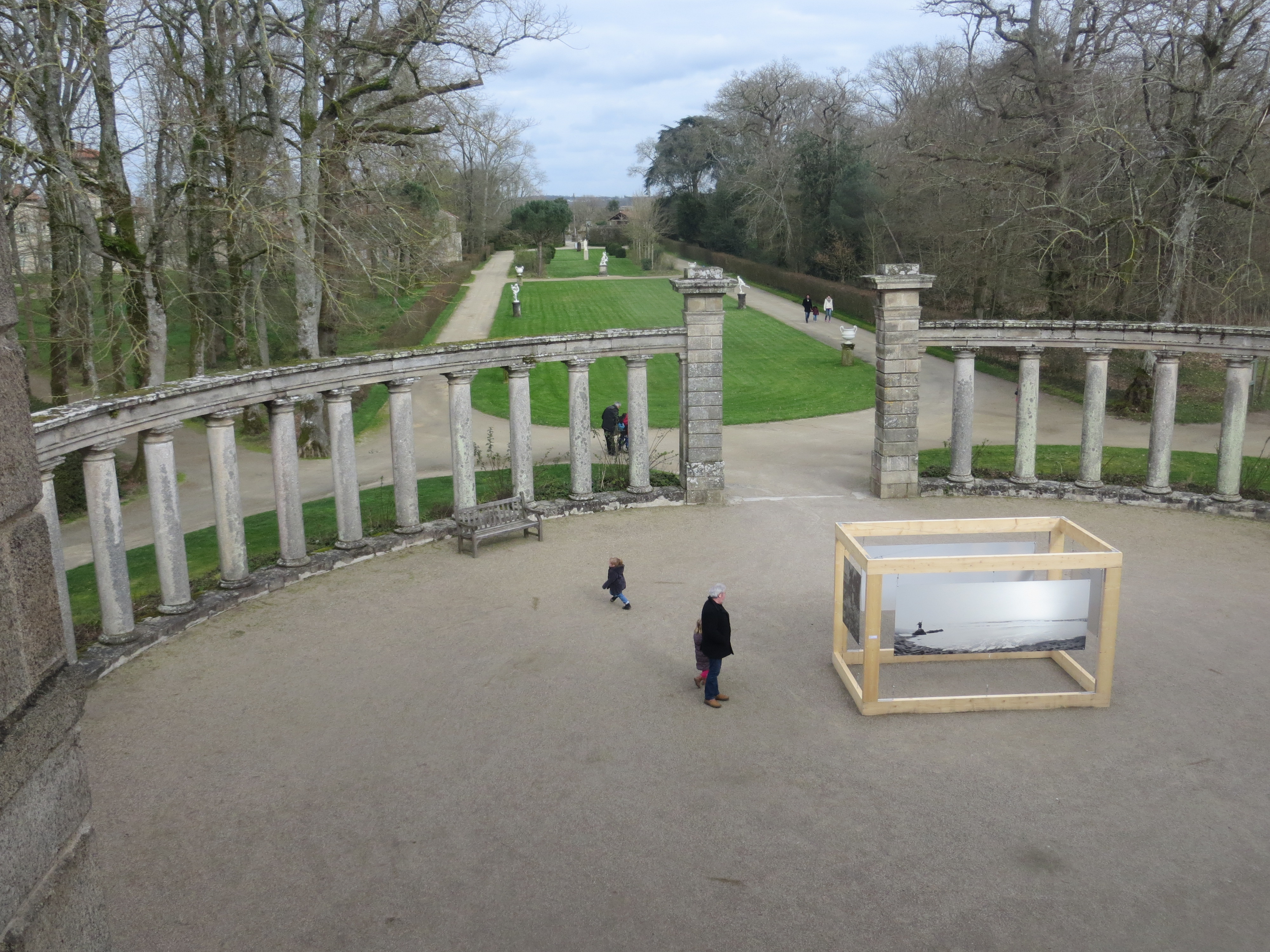
Gaanderij
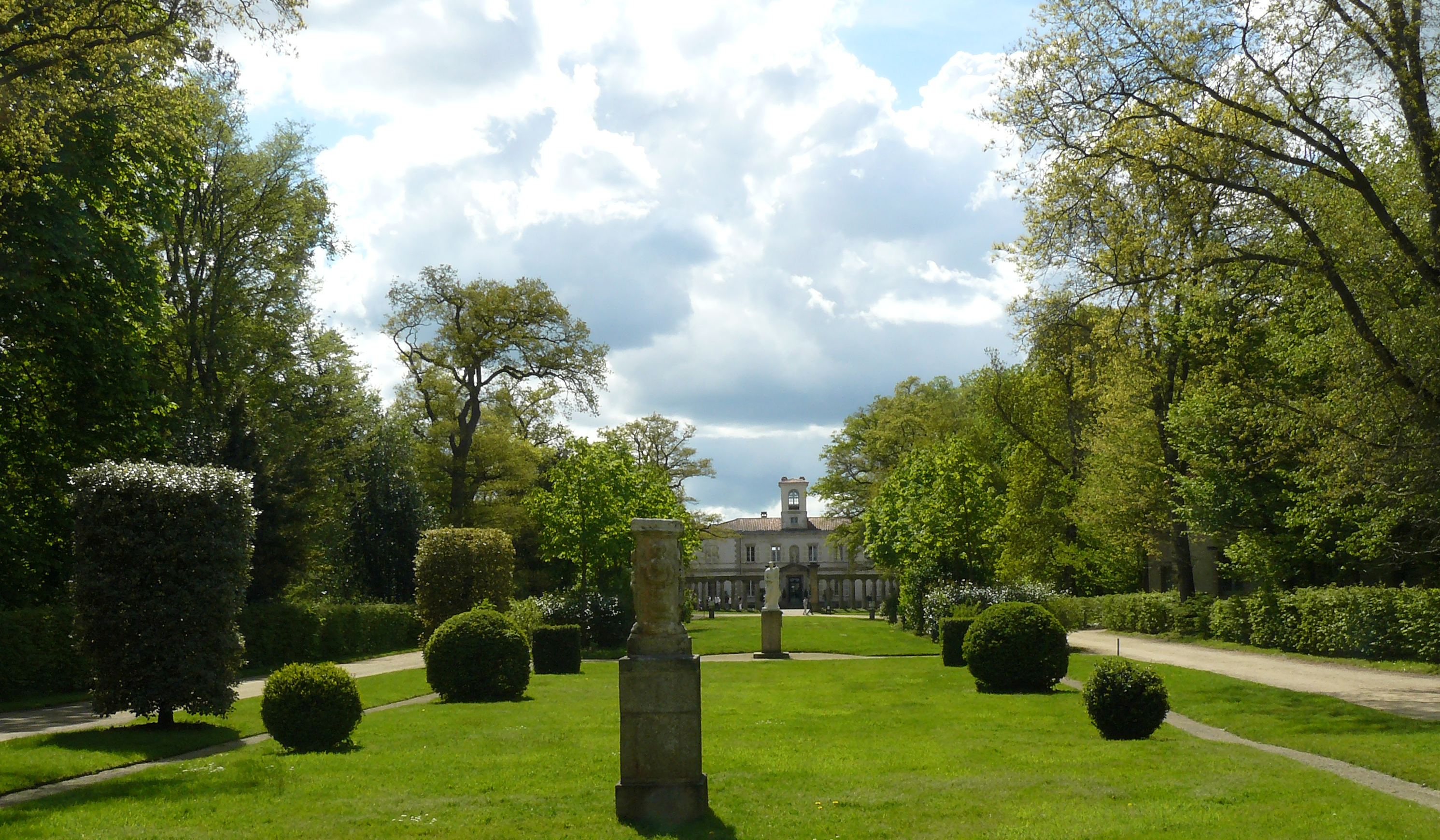
Tuinen
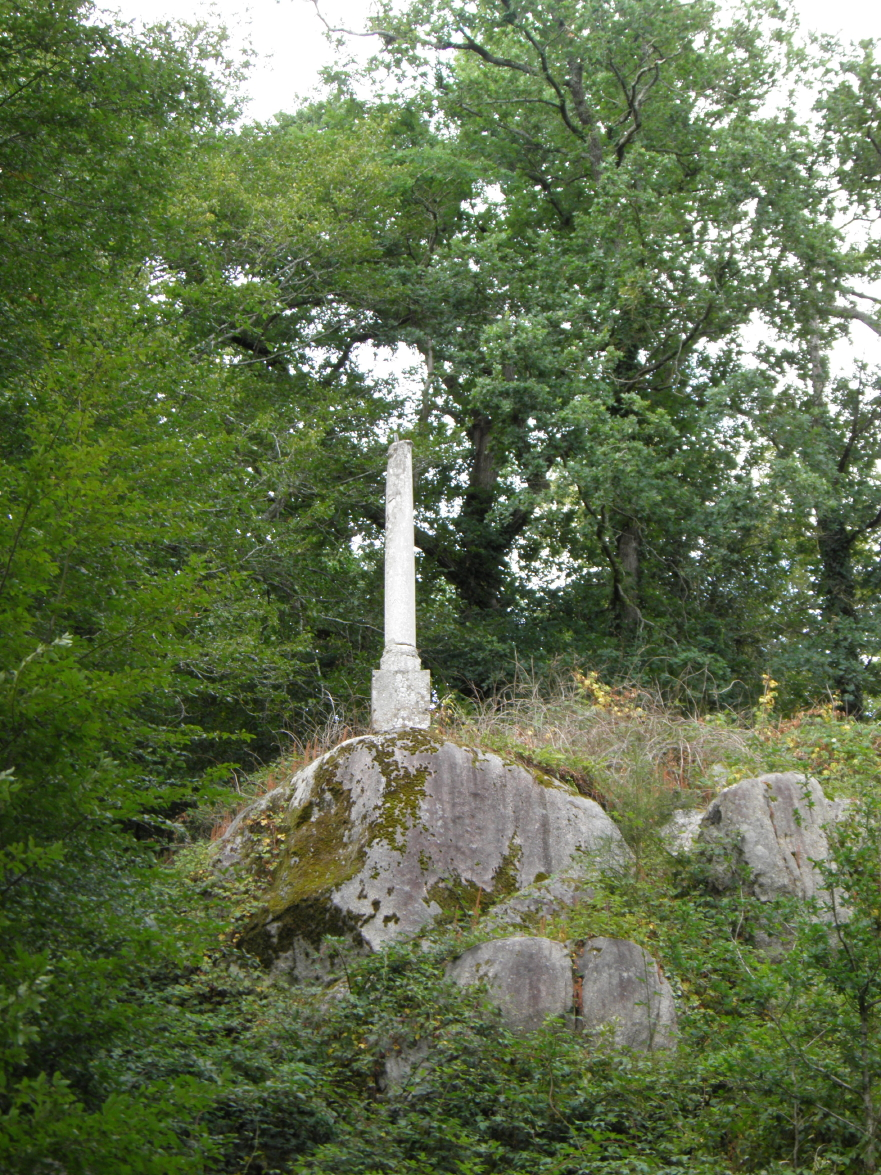
Zuil

## Geografie
De oppervlakte van Gétigné bedroeg op 1 januari 2022 23,97 vierkante kilometer; de bevolkingsdichtheid was toen 158,3 inwoners per km².

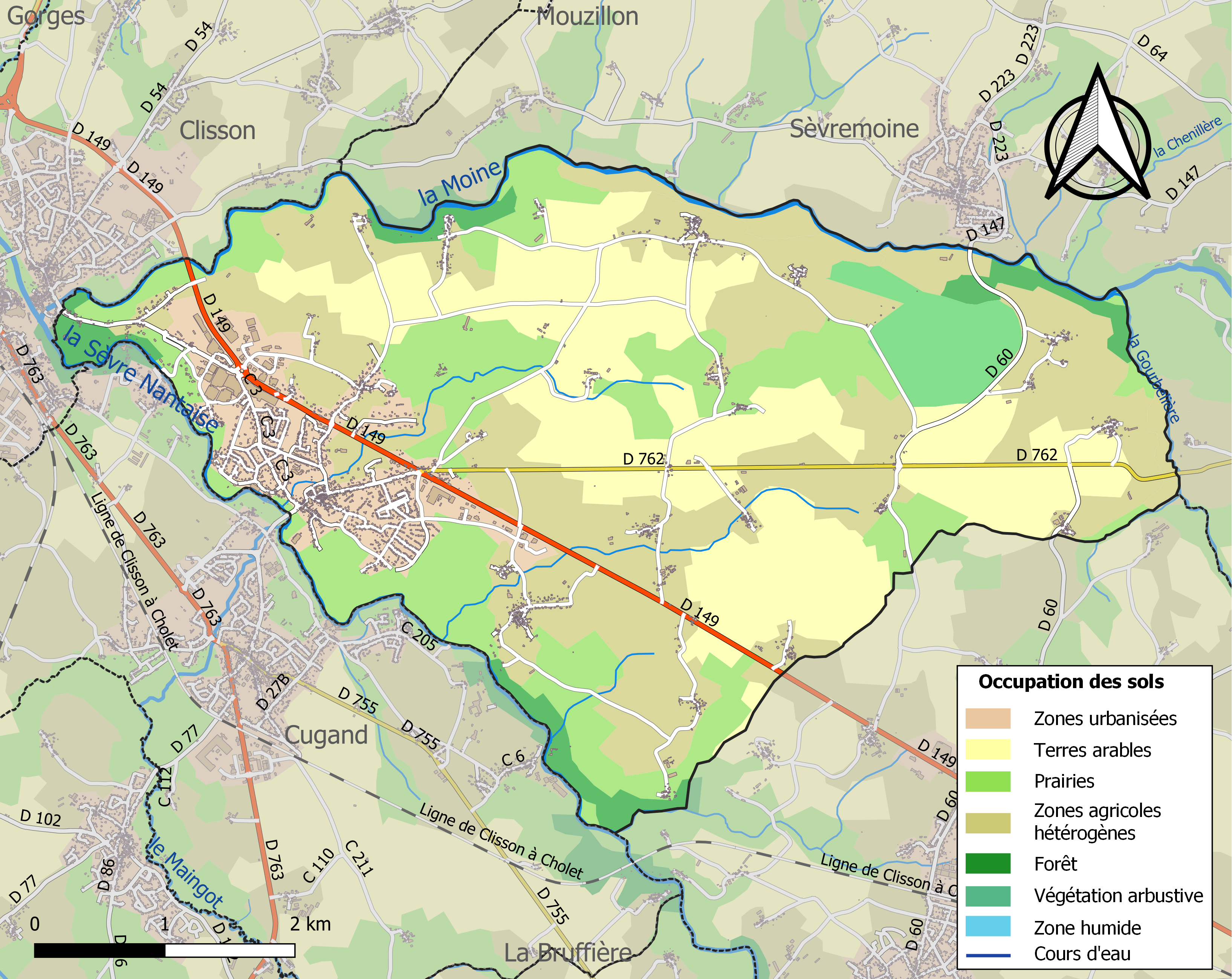
Kaart van de gemeente met de belangrijkste infrastructuur, bodemgebruik en omliggende gemeenten

## Demografie
Onderstaande figuur toont het verloop van het inwonertal (bron: INSEE-tellingen).